# Rivière Festubert
Rivière Festubert är ett vattendrag i Kanada.   Det ligger i provinsen Québec, i den sydöstra delen av landet, 260 km norr om huvudstaden Ottawa.
I omgivningarna runt Rivière Festubert växer i huvudsak blandskog. Trakten runt Rivière Festubert är nära nog obefolkad, med mindre än två invånare per kvadratkilometer.